# 人間ちゃんと俺
『人間ちゃんと俺』（にんげんちゃんとおれ）は、まどろみ太郎による日本の漫画作品。『月刊キスカ』（竹書房）にて、2020年2月号から2022年2月号まで連載された。猫たちが暮らす無人島に人間が流れ着き、生活する様子を猫の目線で描いた物語。
2021年5月には「竹書房×インクルーズが贈るLINE着せかえシリーズ第11弾」として、本作のLINE着せかえが発売されている。SNSでは、3.8万いいねの反響を得ている。

## あらすじ
人間の男性が漂流して無人島に流れ着いた。すると、そこは猫しかいない島だった。猫たちは人間を助けるために奮闘する。

## 登場人物
ススキ
主人公の猫。流れ着いた人間ちゃんを助けようと奮闘する。自分の家に人間を住まわせている。
人間ちゃん
漂流して流れ着いた人間。ススキの家で共に暮らすようになる。

## 書誌情報
- まどろみ太郎『人間ちゃんと俺』竹書房〈バンブーコミックス〉、2022年2月22日発売[1][5]、ISBN 978-4-8019-7576-7